# Tatiana Sorokko

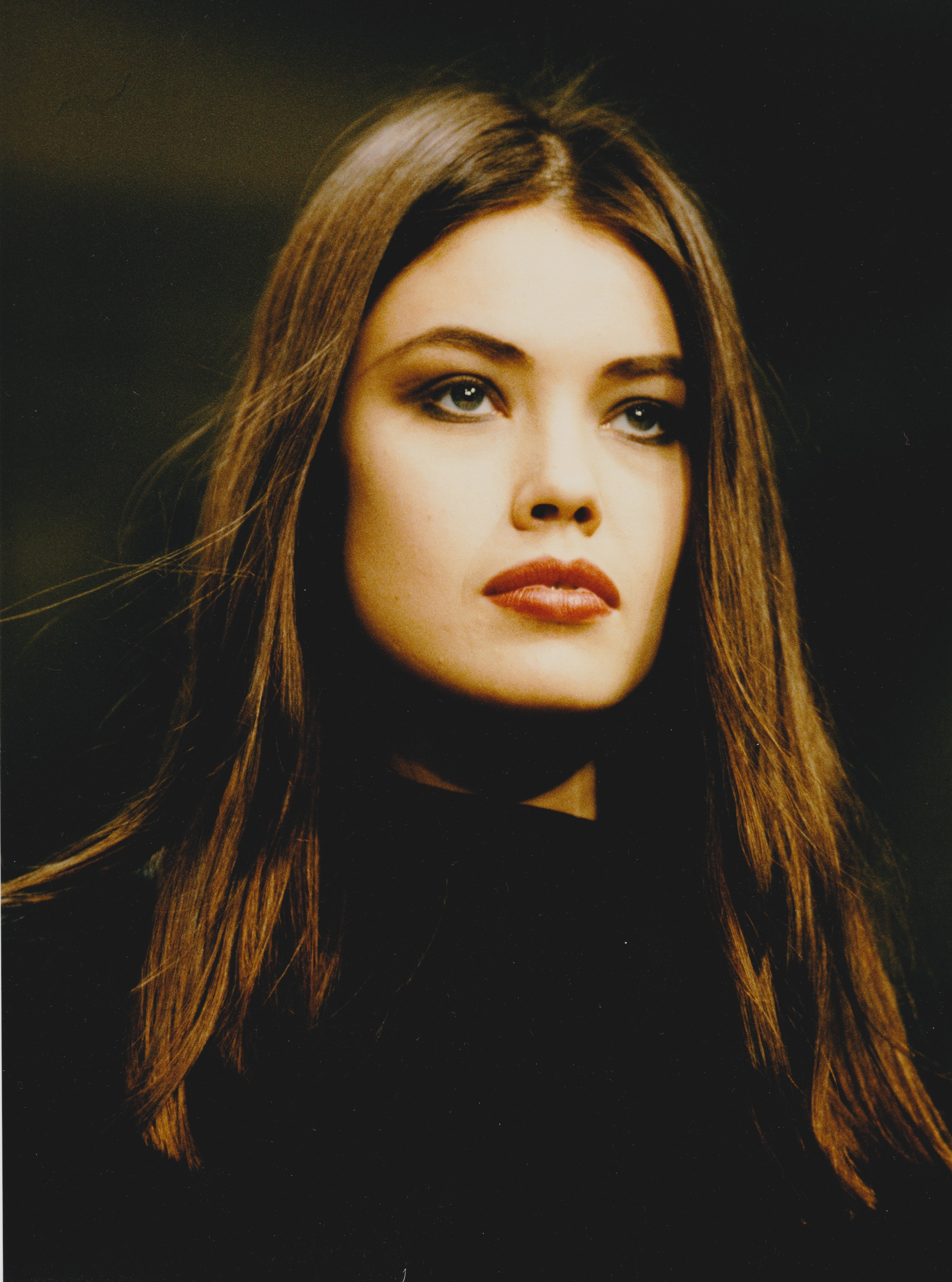
Tatiana Sorokko (2004)

Tatiana Sorokko (russisch Татьяна Николаевна Сорокко, Tatjana Nikolajewna Sorokko, * als russisch Татьяна Николаевна Илюшкина, Tatjana Nikolajewna Iljuschkina am 26. Dezember 1971 in Arzamas-16, Russische SFSR, UdSSR) ist ein russisches und US-amerikanisches Model.

## Kindheit und Jugend
Tatiana Sorokko wurde 1971 in Arzamas-16, Russische SFSR, UdSSR, als Tochter von zwei Kernphysikern geboren. Sie besuchte das Moskauer Institut für Physik und Technologie.

## Karriere
1990 wurde die damals 18-jährige Tatiana Sorokko von Marilyn Gauthier, der Gründerin der französischen Modelagentur Marilyn Agency, auf der Straße in Moskau entdeckt. Sie lud sie ein, nach Paris zu kommen.
Ihre Karriere begann 1990, als sie den Fotografen Guy Bourdin traf und sie in Shows von Chanel, Dior, Bill Blass, Versace, Givenchy, Oscar de la Renta, Gianfranco Ferré, Yves Saint Laurent, Marc Jacobs, Valentino, Comme des Garçons, Calvin Klein, Dolce & Gabbana,  Jean Paul Gaultier und Christian Lacroix auftrat.
Fotos von Sorokko sind bisher in Magazinen wie der Vogue, Elle, Cosmopolitan, und Harper’s Bazaar erschienen. Auch war sie in einer Vielzahl von Werbekampagnen wie  Yves Saint Laurent, Versace, Ungaro und Donna Karan zu sehen.
1994 spielte Tatiana Sorokko neben zahlreichen anderen Models in Robert Altmans Filmkomödie Prêt-à-Porter (1994) sich selbst.

## Privatleben
1992 heiratete sie in Beverly Hills den amerikanischen Kunsthändler und Galerist Serge Sorokko.